# Charles Knowles
Charles Knowles (aprox. 1704, 9-12-1777) fue un oficial de la Marina británica que participó en la Guerra del Asiento, en la Guerra de Sucesión Austríaca y la Guerra de los Siete Años. También sirvió con la Armada de Rusia durante la guerra ruso-turca. Llegó al rango de almirante en una larga y variada carrera, llena de éxitos y controversias. Tenía una formación muy buena y un conocimiento particular sobre la construcción y destrucción de fortificaciones. 
Su carrera principal se desarrolló en las Indias Occidentales, donde estuvo al mando de barcos y escuadrones en acciones contra barcos y puertos españoles y franceses. Pese a una carrera naval activa que lo vio llegar al grado de Contralmirante de la Gran Bretaña, Knowles encontró tiempo para estudiar, trabajar en traducciones de estudios científicos extranjeros y desarrollar sus propias invenciones; sin embargo, su carrera fue opacada por diversos fracasos, lo que pudo contribuir a que se fuese a Rusia para trabajar en el desarrollo de la flota rusa.